# Diputació Foral de Navarra
La Diputació Foral de Navarra (castellà) o Nafarroako Foru Aldundia (basc) va ser la institució creada en 1839 per a la província de Navarra com a òrgan representatiu de la província a la que personifica per a la seva gestió econòmico-administrativa de la seva competència amb jurisdicció sobre la totalitat del territori provincial. Inicialment amb el nom de Diputació provincial de Navarra i des de 1867 s'autoanomenà foral.
El seu precedent, la Diputació de Navarra, va aparèixer en el segle XV quan el regne de Navarra era independent, constituint-se definitivament en 1501, amb sis diputats, dos per cada braç de les Corts de Navarra i amb la missió de vetllar per l'administració de les alcabales, vigilar el compliment dels furs, etc. A partir de 1678 quan la conquesta de Navarra ja s'havia produït i consolidat, la seva composició va quedar establerta amb set diputats: un del braç eclesiàstic, dos del militar i quatre de les ciutats, aquests només amb dos vots. Va tenir menys poder, menys facultats i menys riqueses que la seva homòloga la Diputació de la Corona d'Aragó.
Quan es va crear en 1839 va ser un dels passos donats per eliminar l'estructura de govern de l'encara regne de Navarra a partir del conveni de Vergara. Estava composta per set membres, un per merindad excepte les de Pamplona i Estella que aporten dues, per la seva major riquesa i població. La nova institució acumula els poders que abans tenien unes altres de caràcter foral (la Diputació del Regne i el Consell de Navarra) i les recentment creades en les altres províncies. Les províncies van ser creades en 1833 per Francisco Javier de Burgos y del Olmo.
Posteriorment va haver-hi un segon pas en el qual es va posar en vigor la Llei de Modificació de Furs de Navarra. Per ella desapareixen definitivament les institucions polítiques del que va ser antic regne el 1841.
Dins d'aquesta llei hi ha diverses referències a la diputació recentment creada:
| « | Article 9è. L'elecció de vocals de la Diputació haurà de verificar-se per les regles generals, conforme a les lleis vigents o que s'adoptin per les altres províncies, sense cap retribució ni assignació per l'exercici dels seus càrrecs. Article 10è. La Diputació provincial, quant a l'administració de productes dels Propis, rendes, efectes veïnals, arbitris i propietats dels pobles i de la província, tindrà les mateixes facultats que exercien el Consell de Navarra i la Diputació del Regne [...] | » |

A més en l'article 13 es designa al cap polític com la màxima autoritat civil, com a les altres províncies.
Com a òrgan consultiu la Diputació va crear en 1898 el Consell Foral, que va ser substituït pel Parlament Foral en 1979, el qual va adquirir certes facultats de control sobre la Diputació.
La Diputació Foral de Navarra es mantindrà des de 1839 fins a 1984 en què es transforma en el Govern de Navarra, encara que mantenint també com a segona denominació la de Diputació Foral de Navarra, després de l'aprovació de la Llei Orgànica de Reintegració i Amillorament del Règim Foral de Navarra en 1982 després de negociació no referendada per la població. Aquesta integrada per un president triat pel Parlament de Navarra.

## Presidents de la Diputació Foral de Navarra
La presidència de la Diputació era ostentada pel governador civil de Navarra que era nomenat pel Govern d'Espanya. Molt poques vegades va ser navarrès. A partir de gener de 1979 el President de la Diputació deixa de ser el Governador Civil.
- 1979, abril. Jaime Ignacio del Burgo.
- 1980, setembre. Juan Manuel Arza Muñuzuri.
- 1984, 14 de gener. Jaime Ignacio del Burgo.

Es transforma en Govern de Navarra.

## Vicepresidents de la Diputació Foral de Navarra
El President era el Governador Civil a qui quedava supeditat el comandament de la Diputació i, per tant, el rang més gran dins de la Diputació era de vicepresident.
- 1840, 3 de març. Justo Galarza, Fermín Gamio.
- 1841 gener. Tiburcio Irigoyen.
- 1843, octubre. Domingo Luis de Jaúregui.
- 1847, agost. Lorenzo Mutilúa.
- 1850, abril. Javier Loyola.
- 1852, abril. Fernando Larrainzar.
- 1854, abril. Juan Pedro Aguirre.
- 1854, agost. Tiburcio Irigoyen.
- 1858, 18 de juliol. Bonifacio Garcés de Los Fayos.
- 1860, abril. Pablo Matías Elorz.
- 1862, abril. José Peralta.
- 1864, gener. José Peralta.
- 1866, gener. Nicasio Zabalza.
- 1867, gener. Nicasio Zabalza.
- 1868, 5 d'octubre. Tomás Azcárate.
- 1871, febrer-març. Barón de San Vicente Ferrer.
- 1872, novembre. Esteban Camón.
- 1874, 8 de gener. Luis Iñarra.
- 1875, març. Luis Iñarra.
- 1877, març. Luis Iñarra.
- 1878, novembre. Luis Iñarra.
- 1880, novembre. Raimundo Díaz y Medrano.
- 1883, gener. Raimundo Díaz y Medrano.
- 1884, novembre. Domingo de Alsúa e Iñarra.
- 1886, novembre. Silvestre Goicoechea y Ataun.
- 1888, novembre. Francisco Beruete y Ostiz.
- 1891, gener. Manuel Jadraque y Olaso.
- 1892, novembre. Ramón Eseverri y Eseverri.
- 1896, novembre. Ramón Eseverri y Eseverri.
- 1898, novembre. Serafín Mata y Oneca.
- 1901, abril. Ulpiano Errea y Lorente.
- 1903, abril. Ulpiano Errea y Lorente.
- 1905, abril. Manuel Albístur.
- 1907, abril. Manuel Albístur.
- 1909, desembre. Manuel Larraya.
- 1911, maig. Manuel Larraya.
- 1913, maig. Blas Morte.
- 1915, maig. Blas Morte.
- 1917, maig. Antonio Baztán.
- 1919, agost. Lorenzo Oroz y Urriza.
- 1921, agost. Lorenzo Oroz y Urriza.
- 1923, agost. Gabriel Erro.
- 1926, agost. Joaquín de Borja.
- 1928, maig. Joaquín de Borja.
- 1930, febrer-març. Joaquín María Gastón.
- 1931, abril. Constantino Salinas.
- 1933, juny. Constantino Salinas.
- 1934, gener. Serafín Yanguas.
- 1935, febrer. Juan Pedro Arraiza.
- 1940, 16 de maig. Tomás Domínguez Arévalo (Comte de Rodezno).
- 1952, abril. Miguel Gortari.
- 1955, abril. Miguel Gortari.
- 1958, abril. Miguel Gortari.
- 1961, abril. Miguel Gortari.
- 1964, abril. Félix Huarte Goñi.
- 1967, abril. Félix Huarte Goñi.
- 1971, abril. Amadeo Marco Ilincheta.
- 1974, abril. Amadeo Marco Ilincheta.

## Alfons XIII
| Pamplona        | Juan J. Juanmartiñena      | Carlista integrista |
| Pamplona        | Francisco Usechi Fernández | Liberal romanonista |
| Estella         | Antonio Baztán Goñi        | Liberal romanonista |
| Estella         | Francisco Martínez Alsúa   | Jaumista            |
| Aoiz (Sangüesa) | Javier Sanz Sanz           | Jaumista            |
| Tafalla (Olite) | José M. Badarán Yanguas    | Liberal romanonista |
| Tudela          | Martín Mª Guelbenzu Martín | Liberal romanonista |

### Gestora creada el gener de 1930
Gestora que el 1930 el general Dámaso Berenguer, aleshores president del Govern d'Espanya després de la renúncia de Miguel Primo de Rivera, disposà amb diputats electes abans de 1923.
| Pamplona        | Joaquín María Gastón |  |
| Pamplona        | Ignacio Baleztena    |  |
| Estella         | Manuel de Irujo Ollo |  |
| Tafalla (Olite) | José María Modet     |  |
| Aoiz (Sangüesa) | Javier Sanz Sanz     |  |
| Tafalla (Olite) | José María Badarán   |  |
| Tudela          | Ramón Lasantas       |  |

## Segona República Espanyola

### Gestora creada a l'abril de 1931
Per pressions del bloc republicà-socialista el govern designà una Comissió Gestora provincial que va prendre possessió el 25 d'abril. Al juny de 1933 es van cobrir quatre vacants també per designació governativa fins a la renovació el gener de 1934.
| Pamplona        | Constantino Salinas Jaca | socialista |
| Pamplona        | Rufino García Larrache   | republicà  |
| Estella         | Fernández de Piérola     | monàrquic  |
| Estella         | Benito Murilla           | republicà  |
| Aoiz (Sangüesa) | Amadeo Marco Ilincheta   | jaumista   |
| Tafalla (Olite) | David Jaime Deán         | republicà  |
| Tudela          | Luis Soriano Tapia       | republicà  |

### Gestora creada el gener de 1935
Després de la Revolució de 1934 foren cessats 32 ajuntaments d'esquerres, així que la Diputació Foral que s'elegia a partir dels ajuntaments estava integrada pels següents membres:
| Pamplona        | Juan Pedro Arraiza Baleztena | Indepedent de dreta      |
| Pamplona        | Genaro Larrache              | Comunió Tradicionalista  |
| Estella         | Félix Díaz Martínez          | Comunió Tradicionalista  |
| Estella         | Juan Ochoa Jaén              | Unió Navarresa           |
| Aoiz (Sangüesa) | José Gómez Itoiz             | Comunió Tradicionalista  |
| Tafalla (Olite) | Arturo Monzón Jiménez        | Unió Navarra             |
| Tudela          | Cándido Frauca Barreneche    | Partit Republicà Radical |

## Franquisme
| Pamplona        | Cesareo Sanz Orrio        | carlista    |
| Pamplona        | Santiago Ferrer Galdeano  | independent |
| Estella         | Javier Martínez Morentin  | carlista    |
| Estella         | Julio Pozueta Jaén        | falangista  |
| Aoiz (Sangüesa) | Amadeo Marco Ilincheta    | carlista    |
| Tafalla (Olite) | Francisco Uranga Galdeano | falangista  |
| Tudela          | Tomás Dominguez Arévalo   | carlista    |

## Joan Carles I d'Espanya
Es van efectuar les primeres Eleccions al Parlament de Navarra el 3 d'abril de 1979 amb les que es va escollir el primer Govern de Navarra, que s'havia creat amb el Reial Decret Paccionat de 25 de gener de 1979.
Per als comicis, Navarra quedà dividida en set districtes electorals: un per cada merindad (Tudela, Estella, Olite i Sangüesa), i dos per la de Pamplona. Es van escollir un nombre de parlamentaris directament proporcional al d'electors que reunia cadascuna: 10 a Estella, 9 a Olite, 18 a Pamplona ciutat, 13 a Pamplona reste, 9 a Sangüesa i 11 a Tudela. Els cinc candidats més votats en cada districte i els dos amb major suport a Tudela serien els nous diputats forals i els encarregats de designar al nou president de la Diputació o Govern de Navarra. Aquest sistema afavoria als partits majoritaris i va ser pactat per Amadeo Marco, vicepresident de la Diputació Foral de Navarra amb el president del Govern d'Espanya Adolfo Suárez i el Ministre de l'Interior Rodolfo Martín Villa El Govern de Navarra que es formà després d'aquestes eleccions era format per 7 diputats generals (4 d'UCD, 1 del PSOE, 1 d'HB i 1 de l'agrupació Orhi Mendi), i era presidit per Jaime Ignacio del Burgo Tajadura (UCD).
| Pamplona (ciutat) | Jaime Ignacio del Burgo   | UCD        |
| Pamplona (resto)  | Ángel García de Dios      | HB         |
| Estella           | Juan Manuel Arza Muñuzuri | UCD        |
| Aoiz (Sangüesa)   | Jesús Bueno Asín          | Orhi Mendi |
| Tafalla (Olite)   | Pedro Sánchez de Muniáin  | UCD        |
| Tudela            | Ángel Lasunción           | UCD        |
| Tudela            | Jesús Malón               | PSOE       |